# Cohort
Een cohort (van Latijn: cohors, omheinde plaats, mv.: cohortes, vandaar het Nederlandse cohort) was een eenheid in het Antieke Romeinse leger. Een legioen (divisie van de landmacht) bestond uit 10 cohortes plus stafdiensten. Een cohort omvatte drie manipels, elk van twee centuries, theoretisch ongeveer 480 manschappen plus centuriones en optiones. De eerste cohort had dubbele sterkte (12 centuries), waarschijnlijk omdat aan deze cohort de fabri (technische werklieden, zoals (wapen)smeden) en de administratieve staf (officiales) waren toegevoegd. Het eerste cohort bevat 700 à 800 man. Een centurie 60/70 man en een legioen circa 6000/7000 man.

## Cohort (legioen)
De ruggengraat van het Romeinse leger waren de legioenen, die onder het bevel van een legatus stonden. Omdat zo'n legioen te groot was om te worden bestuurd door één man (in theorie zaten er 6000 soldaten in een legioen, maar in praktijk vaak maar 5000 of minder legionairs), werd een Romeins legioen ingedeeld in 10 verschillende cohorten, gecommandeerd door tribunen. Omdat ook de cohorten te groot waren, werden die verder ingedeeld in manipels (een louter tactisch niveau) en centuries, de basiseenheid waarin zich het soldatenleven hoofdzakelijk situeerde.
Een cohort was eigenlijk maar een tussenmaat in het Romeinse legioen: deze had vaak geen aparte commandant. Waarschijnlijk werd het enkel gebruikt door de legatus bij het opstellen van de troepen.
De 10 cohorten werden genummerd van 1 tot 10 en deze nummering had meer betekenis: de dapperste legionairs, die zich op het slagveld hadden onderscheiden, zaten in de cohort I; de zwaksten in cohort IX (d.i. niet helemaal op de rechterflank). In veldslagen werd de 1ste cohort altijd ingezet op de meest cruciale plaats van het slagveld, en bij delicate operaties werd er altijd eerst op hen beroep gedaan. 

## Cohort (auxilia)
Naast de legioenen, konden de Romeinen ook nog een beroep doen op vaste hulptroepen (dus geen tijdelijke huurlingen), de auxilia, meestal gerekruteerd uit de plaatselijke bevolking. Hier lag de theoretische indeling anders: men had een cohort van 500 man (de cohors quingenaria) of een van 1000 man (de cohors miliaria). Deze (hulp)cohorten werden meestal met hun bevolkingsgroep waar ze uit gerekruteerd waren benoemd: zo had men de Scythische boogschutters te paard, maar cohorten konden ook uit verscheidende volkeren bestaan en ingedeeld worden volgens wapens (zoals bv. de cavalerie-eenheden (cohors equitata)). Andere auxilia-eenheden werden numeri genoemd of (vooral cavalerie) alaee.

## Gardecohorten
In de hoofdstad waren legioenen niet toegestaan, vooral om militaire staatsgrepen te bemoeilijken. Toch waren er in de keizertijd soldaten van drie elite-korpsen, die elk een commandant met de titel praefectus (prefect) kregen, maar geen legioenen werden genoemd (ze zouden dan uniek zijn geweest, i.t.t. de genummerde geregelde divisies) en uit aparte, genummerde cohorten bestonden.
De bekendste en belangrijkste zijn de pretorianen, de keizerlijke lijfwacht, die veel staatsgrepen verhinderde of juist deed slagen. Daarnaast waren er twee oudere, 'paramilitaire' korpsen in Rome: de cohortes urbanae, de hoofdstedelijke politie, en de vigiliae, een vooral met de brandweer belast veiligheidskorps.

## Overdrachtelijk gebruik
Naast bovengenoemde (para)militaire betekenissen kan de term cohort(e) ook een vrij grote groep personen beduiden in een andere context. 
- In het Antieke Rome sprak men, informeel, van de cohors amicorum van een zeer belangrijk man, een divers gevolg van raadslieden en vertrouwelingen allerhande, die amici ('vrienden') of cohortales (cohors-leden) werden genoemd.
- Ook in de biologie wordt cohorte gehanteerd voor een zoölogische samenlevingsvorm.
- Een geboortecohort is de groep mensen geboren in een bepaald tijdsinterval.[1] Deze cohort bestaat dus steeds uit dezelfde mensen (behalve de overledenen: er gaan alleen door overlijden mensen af). Zie bijvoorbeeld Generatie (genealogie), Generatie (sociologie) en AOW-leeftijd.
- Een leeftijdscohort is een groep mensen in een bepaald leeftijdsinterval, bijvoorbeeld twintigers, zesjarigen, 25- tot 40-jarigen ... Met het verloop van de tijd komen hier steeds mensen bij en gaan er mensen af. Soms wordt de term echter historisch gebruikt in de betekenis geboortecohort, maar dan uitgedrukt in een leeftijdsinterval (waaronder een leeftijd in hele jaren) op een bepaald moment, bijvoorbeeld tieners in een bepaald jaar. Men spreekt ook van sociale generaties zoals de babyboomers of de millennials.